# Ulceby (East Lindsey)
Ulceby – wieś w Anglii, w hrabstwie Lincolnshire, w dystrykcie East Lindsey. Ulceby jest wspomniana w Domesday Book (1086) jako Ulesbi.